# Tokihiro Satō
Tokihiro Satō (佐藤 時啓, Satō Tokihiro, nascido em 14 de setembro de 1957 em  Sakata,  Yamagata Japão) é um fotógrafo japonês. Sato é conhecido por suas expressões incomuns de luz e espaço e interpretações de performance e dança. Recebendo seu MFA e BFA em Música e Belas Artes da Universidade das Artes de Tóquio em 1981, Sato foi originalmente formado como escultor.
Reconhecido pela interação lúdica da luz, Sato utiliza uma câmera de grande formato para exposições que duram de uma a três horas, enquanto se movimenta pelo espaço criando linhas iluminadas desenhadas com lanternas. Os resultados são fotografias detalhadas interrompidas por padrões de luz. E por causa das longas exposições, os movimentos de Sato pela cena permanecem indetectáveis pela câmera; a fotografia captura sua presença, mas não sua imagem.
As fotografias de Sato são exibidas em todo o mundo em museus públicos e privados, incluindo o Solomon R. Guggenheim Museum (Nova York); o Museu de Arte do Condado de Los Angeles; o Museu de Belas-Artes de Houston; o Museu de Arte de Cleveland; Museu Hara de Arte Contemporânea (Tóquio) entre outros. Ele fez exposições individuais em museus nos Estados Unidos: no Cleveland Museum of Art (2003), no  Art Institute of Chicago (2005) e no Frist Center for the Visual Arts em Nashville (2010).
Atualmente é professor no Departamento de Arte Intermídia da Universidade de Artes de Tóquio.

## Livros
- Tokihiro Sato: Trees, Leslie Tonkonow Artworks + Projects, Nova York, 2010.ISBN 978-1-4243-3017-1 .
- Sato, Tokihiro. Hikari – kokyū (光―呼吸). Livros Nikon Salon 24. Tóquio: Nikon, 1997.
- Sato, Tokihiro. Hikari – kokyū (光―呼吸) / Foto – Respiração. Tóquio: Bijutsu Shupan, 1997.ISBN 4-568-12060-8ISBN 4-568-12060-8 .
- Sato Tokihiro no manazashi "Hikari – kokyū" (佐藤時啓のまなざし「光-呼吸」 ). Sakata: Sakatashi Bijutsukan, 1999.
- Com長沢秀之e平田五郎. Kokyū suru fūkei (呼吸する風景) / Paisagens que respiram. [Urawa]: Saitama Kenritsu Kindai Bijutsukan, 1999.
- SIEGEL, Elizabeth. Respiração Fotográfica: Fotografias de Tokihiro Sato. Chicago: The Art Institute of Chicago, 2005.ISBN 0-86559-217-9ISBN 0-86559-217-9 .